# Gottlieb Daimler
Gottlieb Wilhelm Daimler (en realitat Däumler) (Schorndorf, 17 de març del 1834 - 6 de març del 1900 a Cannstatt) fou un dels enginyers, constructors i industrials més importants d'Alemanya. Fou un dels pioners de la indústria automotriu mundial.

## Biografia
Va néixer el 17 de març del 1834 a la ciutat de Schorndorf, situada uns 20km. a l'est de Stuttgart. Fill del forner Johannes Däumler i la seva esposa Frederika. El 1867 es casà amb Emma Kurtz i va tenir cinc fills.
Entre els seus majors invents, juntament amb Wilhelm Maybach, es troba la "Reitwagen" (vehicle montable), que pot ser considerada com la primera motocicleta del món. Juntament amb Maybach desenvolupà el motor de combustible interna i el 1866va construir el primer mitjà de transport propulsat gràcies a una combustió interna. És el pare de la marca Mercedes-Benz, nascuda de la fusió de la seva companyia "Societat de motors Daimler", amb la de Carl Benz "Benz & Co.". També fou el primer a muntar un motor en un vehicle de quatre rodes (Benz l'havia fet en un de tres rodes). Se'l considera també l'inventor del "camió". Treballà al mateix temps que alguns dels enginyers més importants de la indústria automotriu, com Nikolaus Otto (creador del motor Otto) i els ja mencionats Benz i Maybach. Morí el 1900, a Cannstatt i fou sepultat a l'Uff-Kirchhof. El 2006 s'obrí el museu "Món Daimler", museu de la companyia Mercedes-Benz, ubicat a Cannstatt, al costat de l'estadi de Stuttgart "Gottlieb-Daimler-Stadion". Al museu es pot recórrer la història de la companyia, dels seus fundadors i de l'automòbil.